# Brachysybra unicolor
Brachysybra unicolor là một loài bọ cánh cứng trong họ Cerambycidae.